# Fangchenggang
Fangchenggang léase Fangcheng-Kang (en chino, 防城港市; pinyin, Fángchénggǎng shì; literalmente, ‘el puerto de la ciudad de la defensa’; en zhuang, Fangzcwngzgangj) es una ciudad-prefectura en la región autónoma Zhuang de Guangxi, República Popular de China. A una distancia aproximada de 100 kilómetros de la capital provincial. Limita al norte con Nanning, al sur con Mar de la China Meridional, al oeste con Chongzuo y al este con Qinzhou. Su área es de 6173 km² y su población total en 2020 superó el millón de habitantes.

## Administración
La ciudad-prefectura de Fangchenggang está conformada de 4 localidades que se administran en 2 distritos urbanos, 1 ciudad suburbana  y 1 condado.
- Distrito Gangkou (港口区)
- Distrito Fangcheng (防城区)
- Ciudad Dongxing (东兴市)
- Condado Shangsi (上思县)

| Mapa                                                      |
| --------------------------------------------------------- |
| Gangkou Fangcheng Shangsi · (condado) Dongxing · (ciudad) |

-Estos a su vez se dividen en 19 poblados, 13 aldeas, 283 villas y 19 subdistritos.

## Historia
El 25 de diciembre de 1978 cambió de nombre a El Condado Autónomo de las diferentes etnias de Fangchéng (防城各族自治县) y en 23 de mayo de 1993 cambió de administración y nombre actual que es una combinación de los caracteres de los distritos de la ciudad.

## Economía
Fanchenggang, como en la última parte de su nombre lo indica (gang/puerto) es un puerto muy importante junto a su vecino Beihai que sobre sale en la región del Golfo de Tonkín. Además las industrias relacionadas con el turismo, la pesca, la energía hidroeléctrica, producción de alimentos, bebidas, y la agricultura también juegan un gran papel. Los productos agrícolas son el arroz, maíz, maní, naranjas y caña de azúcar. La energía hidroeléctrica produce más de 78.000 kilovatios por año. Otros recursos naturales son el carbón, piedra caliza y agua de manantial.

## Clima
| Parámetros climáticos promedio de Fangchenggang (1971−2000) | Parámetros climáticos promedio de Fangchenggang (1971−2000) | Parámetros climáticos promedio de Fangchenggang (1971−2000) | Parámetros climáticos promedio de Fangchenggang (1971−2000) | Parámetros climáticos promedio de Fangchenggang (1971−2000) | Parámetros climáticos promedio de Fangchenggang (1971−2000) | Parámetros climáticos promedio de Fangchenggang (1971−2000) | Parámetros climáticos promedio de Fangchenggang (1971−2000) | Parámetros climáticos promedio de Fangchenggang (1971−2000) | Parámetros climáticos promedio de Fangchenggang (1971−2000) | Parámetros climáticos promedio de Fangchenggang (1971−2000) | Parámetros climáticos promedio de Fangchenggang (1971−2000) | Parámetros climáticos promedio de Fangchenggang (1971−2000) | Parámetros climáticos promedio de Fangchenggang (1971−2000) |
| Mes                                                         | Ene.                                                        | Feb.                                                        | Mar.                                                        | Abr.                                                        | May.                                                        | Jun.                                                        | Jul.                                                        | Ago.                                                        | Sep.                                                        | Oct.                                                        | Nov.                                                        | Dic.                                                        | Anual                                                       |
| ----------------------------------------------------------- | ----------------------------------------------------------- | ----------------------------------------------------------- | ----------------------------------------------------------- | ----------------------------------------------------------- | ----------------------------------------------------------- | ----------------------------------------------------------- | ----------------------------------------------------------- | ----------------------------------------------------------- | ----------------------------------------------------------- | ----------------------------------------------------------- | ----------------------------------------------------------- | ----------------------------------------------------------- | ----------------------------------------------------------- |
| Temp. máx. media (°C)                                       | 18.8                                                        | 19.2                                                        | 21.9                                                        | 26.1                                                        | 29.8                                                        | 31.2                                                        | 31.5                                                        | 31.6                                                        | 31.4                                                        | 29.1                                                        | 25.5                                                        | 21.8                                                        | 26.5                                                        |
| Temp. mín. media (°C)                                       | 12.6                                                        | 13.8                                                        | 16.7                                                        | 20.5                                                        | 23.5                                                        | 25.1                                                        | 25.2                                                        | 24.9                                                        | 23.8                                                        | 21.1                                                        | 17.1                                                        | 13.6                                                        | 19.8                                                        |
| Precipitación total (mm)                                    | 46.8                                                        | 51.4                                                        | 69.9                                                        | 151.2                                                       | 325.8                                                       | 463.0                                                       | 570.9                                                       | 537.8                                                       | 303.4                                                       | 175.2                                                       | 56.9                                                        | 32.5                                                        | 2784.8                                                      |
| Días de precipitaciones (≥ 0.1 mm)                          | 12.7                                                        | 15.1                                                        | 16.2                                                        | 15.4                                                        | 16.8                                                        | 19.3                                                        | 21.8                                                        | 19.7                                                        | 13.6                                                        | 10.7                                                        | 7.3                                                         | 7.4                                                         | 176                                                         |
| Fuente: Weather China                                       |                                                             |                                                             |                                                             |                                                             |                                                             |                                                             |                                                             |                                                             |                                                             |                                                             |                                                             |                                                             |                                                             |